# هيريتا إيلونغا
هيريتا إيلونغا (بالفرنسية: Hérita Ilunga)‏ (مواليد 25 فبراير 1982 في كينشاسا - زائير) لاعب كرة قدم كونغولي ديمقراطي يلعب حاليا لصالح نادي الدرجة الممتازة وست هام يونايتد الإنجليزي منذ 2009 في مركز الظهير الأيسر .

## روابط خارجية
- هيريتا إيلونغا على موقع الاتحاد الدولي (مؤرشف)  (الإنجليزية)
- هيريتا إيلونغا على موقع رابطة كرة القدم الفرنسية للمحترفين (الإنجليزية)
- هيريتا إيلونغا على موقع إي إس بي إن إف سي (الإنجليزية)
- هيريتا إيلونغا على موقع قاعدة بيانات كرة القدم.إي يو (الإنجليزية)
- هيريتا إيلونغا على موقع ناشيونال فوتبول تيمز (الإنجليزية)
- هيريتا إيلونغا على موقع Soccerbase.com (لاعب) (الإنجليزية)
- هيريتا إيلونغا على موقع Soccerway.com (الإنجليزية)
- هيريتا إيلونغا على موقع عالم كرة القدم.نت (الإنجليزية)